# Claudette Abela Baldacchino
Claudette Abela Baldacchino, född 17 februari 1973, är en maltesisk politiker och journalist som var ledamot av Europaparlamentet från 2013 till 2014. Som politiker företräder hon partiet Partit Laburista.

## Biografi
Abela Baldacchino växte upp i den lilla orten Il-Qrendi på sydvästra Malta. Från 1995 till 2011 arbetade hon som nyhetsankare för maltesiska radio- och tv-kanaler. Från 1996 till 2013 var hon vice borgmästare i Il-Qrendi. Från 2005 till 2013 var hon ledamot av Europarådets kommunalkongress.
Från 2013 till 2014 var Abela Baldacchino ledamot av Europaparlamentet. Hon var ledamot av utskottet för den inre marknaden och konsumentskydd och delegationen för förbindelserna med Australien och Nya Zeeland. Hon var även suppleant i budgetutskottet, delegationen för förbindelserna med Albanien, Bosnien och Hercegovina, Serbien, Montenegro och Kosovo, delegationen till den parlamentariska församlingen för unionen för Medelhavsområdet, delegationen till den parlamentariska församlingen Euronest och utskottet för sysselsättning och sociala frågor.